# Kaari Utrio
Kaari Utrio-Linnilä, plus connue sous le nom de Kaari Utrio, née à Helsinki le 28 juillet 1942, est une écrivaine finlandaise,. Elle écrit plus de 35 romans historiques et 13 ouvrages sur des sujets historiques et féministes. Diplômée de l'Université d'Helsinki, elle est historienne, professeur au service de la Commission d'État finlandaise des beaux-arts. Elle est reconnue en Finlande comme un « phénomène littéraire » pour ses best-sellers mettant en scène l'univers féminin sur fonds historique.

## Biographie
Kaari Marjatta Utrio naît à Helsinki en Finlande le 28 juillet 1942. Elle est issue d'une famille de la classe moyenne. Son père est l'éditeur Untamo Utrio (fi) ; sa mère, Meri Marjatta Utrio (née Vitikainen), est journaliste et traductrice. Ils ont plus de quatre mille livres, sur cent mètres de rayonnages, dans leur maison à Tapiola, Espoo, la littérature est très appréciée dans leur famille.
Sa mère lui lit les classiques de la littérature mondiale, comme Kipling et Shakespeare, le soir avant de dormir, et Kaari Utrio se familiarise ainsi dès son jeune âge avec la littérature. À sept ans, le premier livre qu'elle lit par elle-même est un gros volume de Jokamiehen maailmanhistoria (Histoire mondiale pour tout le monde). Elle réussit bien en classe, notamment en écriture de composition, même si elle n'a pas encore l'intention de devenir écrivaine à l'époque. Elle veut plutôt devenir chercheuse en histoire. Le Kansojen historia (Histoire des peuples) de Carl Grimberg lui offre une description vivante de l'histoire.
Kaari Utrio s'inscrit en 1962 à Helsingin tyttölukio, une école préparatoire réservée aux filles. Elle étudie ensuite l'histoire à l'université d'Helsinki et obtient une maîtrise ès arts en 1967, avec l'histoire de la Finlande et de la Scandinavie comme matière principale, et l'histoire générale comme matière secondaire. Elle se concentre particulièrement sur l'histoire médiévale, avec l'intention de participer à la recherche sur le Moyen Âge finlandais. L'année suivante, elle publie son premier roman, Kartanonherra ja kaunis Kirstin (Le seigneur du manoir et la belle Kirstin), qui est publié par Tammi. Le titre, imposé par l'éditeur, ne lui plaît pas. Ce livre est cependant le premier d'une série des nombreux autres romans historiques qu'elle publie à un rythme régulier, généralement un roman historique par an. Elle publie aussi de nombreux ouvrages historiques, non romanesques.
Kaari Utrio a trois enfants, trois fils : Karri Virkajärvi, né en 1969, Antti Virkajärvi né en 1971, et Lauri "Lasse" Linnilä, né en 1976. En 1974, elle épouse Kai Linnilä. L'année suivante, ils déménagent à Somerniemi à Somero. Au début, le couple a essayé de pratiquer l'agriculture de façon autosuffisante, mais y a renoncé après quelques années. Ils fondent ensuite, en 1982, une maison d'édition appelée Amanita (fi), devenue une entreprise familiale avec certains de leurs enfants.
Elle s'engage par ailleurs dans plusieurs associations. Elle est la présidente de la Minna Canth Society depuis 1999, et participe au conseil d'administration d'Amnesty International. Elle prend part également à la politique municipale comme apparentée au groupe social-démocrate ; elle préside le comité municipal pour la bibliothèque et la culture. Elle milite pour l'élection d'une femme présidente de la République de Finlande et participe bénévolement à la campagne de 1994 pour Elisabeth Rehn (qui ne perd que de peu l'élection présidentielle de 1994 par une faible marge), puis à celle de 1999-2000 pour Tarja Halonen, puis de nouveau en 2005–2006 comme présidente de la délégation citoyenne d'action politique (PAC) non engagée par le parti pour le succès de Tarja Halonen, qui est finalement élue en 2000 et réélue en 2006. Elle donne aussi des conférences à de nombreuses occasions dans toute la Finlande.
En reconnaissance de son œuvre, Kaari Utrio est nommée professeur artistique de 1995 à 2000. Elle est universitaire à la Väinö Tanner Foundation (fi) depuis 2000, reçoit le Prix de l'information publique en 2002 pour l'ensemble de son œuvre, et la médaille Pro Finlandia de l'ordre du Lion de Finlande en 1993.

## Travaux
La plupart des romans de Kaari Utrio sont des romans historiques, elle en publie le premier en 1968 ; ils se déroulent dans un large éventail de périodes allant de l'Antiquité au début du XIXe siècle. Sa période de prédilection est cependant la période médiévale, et elle est surtout connue pour ses romans médiévaux. Dans ses romans, le personnage principal est généralement une femme, liée à la Finlande ou à l'histoire finlandaise, bien que dans le roman Vaskilintu (L'Oiseau d'airain), l'autre personnage principal soit un homme, Eirik Väkevä. Le cadre de l'action est généralement la Finlande médiévale ou ses pays limitrophes, mais des lieux plus éloignés comme Constantinople ou la Calabre sont parfois présents.
Ses personnages sont pour la plupart fictifs, mais elle utilise également de vrais personnages historiques comme personnages d'arrière-plan. Elle met à profit ses connaissances historiques dans les moindres détails pour rechercher l'authenticité dans la description de la vie médiévale. L'histoire intime et les éléments de la vie quotidienne prennent souvent une place prépondérante dans ses livres, prenant le pas sur les événements politiques. La vie quotidienne est décrite du point de vue d'une femme, mettant en relief l'infériorité de la condition féminine. Elle met en scène des héroïnes fortes et capables d'atteindre des positions relativement élevées en raison de leur force et de leur amour.
Elle poursuit la tradition du roman historique finlandais, y compris des auteurs comme Zachris Topelius, Santeri Ivalo (fi), Mika Waltari et Ursula Pohjolan-Pirhonen. Mais elle renouvelle le genre du roman historique finlandais en élevant les personnages féminins au premier plan et en explorant le rôle que les femmes ont toujours eu dans la sphère privée, et comme facteur de cohésion sociale. Les thèmes de progrès figurent dans tous ses livres, avec des améliorations dues aux personnes qui recherchent activement ces améliorations. Elle est considérée comme l'une des fondatrices du divertissement historique dans la littérature finlandaise, aux côtés de Pohjolan-Pirhonen. Utrio n'utilise presque jamais le présent dans ses récits.
Les ouvrages non romanesques de Kaari Utrio sont consacrés à l'histoire des femmes et des enfants, dont la vie reste souvent méconnue en raison du manque de sources historiques, et n'est généralement pas abordée dans les récits historiques. Eevan tyttäret (Les Filles d'Eve) est l'un des ouvrages historiques les plus remarquables d'Utrio. Ce livre décrit l'histoire des femmes du Moyen-Orient ancien et de la Grèce antique jusqu'aux temps modernes. Il a obtenu une notoriété internationale et a été traduit en sept langues.
Sa carrière d'auteur commence en 1967 avec la préparation de son premier roman, qui sort en 1968. Elle s'efforce de publier un nouveau roman chaque année. En 2019, elle annonce la fin de sa carrière littéraire, son livre de 2017 restant sa dernière publication. Depuis son premier roman paru en 1968, elle est l'une des auteures finlandaises les plus lues et publie assez régulièrement. Elle aurait été l'auteur la plus influente à avoir façonné la pensée des femmes finlandaises. Son roman de 1968 atteint déjà dans sa première année des dizaines de milliers de lecteurs. Des centaines de milliers de femmes finlandaises l'ont lue ou ont été influencée par elle depuis 1968, notamment sur le besoin d'égalité entre les sexes, l'existence de la force féminine, les valeurs laïques et familiales pratiques, la compréhension basée sur les circonstances, les mentalités et les conditions de la vie humaine dans les siècles passés, généralement dans l'économie agraire.

## Jugements
Selon George C. Schoolfield, elle est un « phénomène littéraire » comme Kalle Päätalo, avec leurs best-sellers pour un lectorat surtout féminin. Mais si Päätalo met surtout en scène son univers masculin dans des romans autobiographiques, Kaari Utrio écrit plutôt des romances historiques avec un univers féminin.
Le livre Eevan tyttäret (Les Filles d'Eve), qu'elle publie en 1984 sur l'histoire des femmes, a un fort impact médiatique et suscite un large débat sur le genre.

## Récompenses et distinctions
- Prix de la littérature de l'État finlandais, 1973.
- Prix Kirjapöllö, 1992.
- Médaille Pro Finlandia de l'ordre du Lion de Finlande, 1993.
- Prix Warelius, 1999.
- Prix de l'information publique, 2002.

## Œuvres

### Romans
- Kartanonherra ja kaunis Kirstin (Le Seigneur du manoir et la belle Kirstin), Tammi, 1968, réédité sous le titre Kirstin, Tammi, 1998.
- Sunneva Jaarlintytär (Sunneva, fille du Jarl), Tammi, 1969.
- Sunneva keisarin kaupungissa (Sunneva dans la cité impériale), Tammi, 1970.
- Vehkalahden neidot (Les filles de Vehkalahti), Tammi, 1971.
- Pirita, Karjalan tytär (Pirita, fille de Carélie), Tammi 1972.
- Viipurin kaunotar (La beauté de Viborg), Tammi 1973.
- Aatelisneito, porvaristyttö (La jeune fille noble, la fille du bourgeois), Tammi 1974.
- Kun nainen hallitsi, rakasti ja vihasi (Quand une femme gouvernait, aimait et détestait), Tammi, 1975.
- Pirkkalan pyhät pihlajat (Les sorbiers sacrés de Pirkkala), Tammi 1976.
- Pappilan neidot (Les demoiselles du presbytère), Tammi, 1977.
- Rakas Henrietta (Ma chère Henrietta), Tammi, 1977.
- Karjalan kruunu (La couronne de Carélie), Tammi, 1978.
- Rautalilja (Le lys de fer), Tammi, 1979.
- Neidontanssi (La danse de la jeune fille), Tammi, 1980.
- Porvarin morsian (La mariée du bourgeois ), Kolmiokirja, 1980.
- Katarinan taru (L'histoire de Katarina), Tammi, 1981.
- Pormestarin tytär (La fille du maire), Tammi, 1982.
- Ruusulaakso (La vallée des roses), Tammi, 1982.
- Isabelle (Isabelle), Tammi, 1988.
- Kuka Olet, Elissa ? (Qui es-tu Elissa ?), Tami, 1989.
- Vendela (Vendela), Tammi, 1989.
- Haukka, minun rakkaani (Le faucon, mon amour), Tammi, 1990.
- Vanajan Joanna (Jeanne de Vanaja), Tammi, 1991.
- Vaskilintu (L'oiseau de bronze), Tammi, 1992.
- Uhritulet (Les feux sacrificiels), Tammi, 1993.
- Kuukiven kevät (La source de la pierre de lune), Otava, 1995.
- Tuulihaukka (La crécerelle, le faucon des vents), Tammi, 1995.
- Iisalmen serkku ja muita kertomuksia (Le cousin d'Iisalmi et autres histoires), Tammi, 1996.
- Katarina (Katarina), suivi de Neidontanssi et Katarinan Taru, Tammi, 1998.
- Yksisarvinen (La Licorne), Tammi, 2000.
- Ruma kreivitär (La comtesse laide), Tammi, 2002.
- Saippuaprinssessa (La princesse du savon), Tammi, 2004.
- Ilkeät sisarpuolet (Les méchantes demi-sœurs), Tammi, 2007.
- Vaitelias perillinen (L'héritier taciturne), Tammi, 2009.
- Oppinut neiti (La Miss savante), Amanita, 2011.
- Seuraneiti (A Lady's Companion), Amanita, 2013.
- Paperiprinssi (Le Prince de papier), Amanita, 2015.
- Hupsu rakkaus, Amanita, 2017.

### Livres historiques
- Somero: viljan maa (Somero: La Terre du grain), avec Kai Linnilä, Amanita, 1982.
- Eevan tyttäret (Les Filles d'Eve), Tammi, 1984.
- Eevan historia (L'histoire d'Eve), Amanita, 1985.
- Vénus (Vénus), Tammi, 1985.
- Kalevan tyttäret (Les Filles de Kaleva), Tammi, 1986.
- Laps' Suomen (L'Enfant de Finlande), avec Kaarina Helakisa, Otava, 1987.
- Vuosisatainen Viipuri (Le siècle à Viipuri), Tammi, 1991.
- Suuri prinsessakirja (The Great Princess Book ) (avec Kaarina Helakisa et Matti Kota (fi), Otava, 1991.
- Suomi silloin kerran (Finlande, Il était une fois), avec Kai Linnilä, Meri Utrio et Lauri Haataja (fi), Tammi, 1992.
- Rusoposkia, huulten purppuraa (Joues roses, lèvres violettes), avec Una Nuotio et Taina Heikkilä, Tekniikan museo, 1995.
- Familia 1-6 (Familia), avec de nombreux écrivains, Tammi, 1995-1997.
- Perhekirja (Le Livre de famille), Tammi, 1998.
- Bella Donna (Bella Donna), avec Sari Savikko (fi), Tammi 2001.

### Autres œuvres
- Tulin onneni yrttitarhaan (Je suis entré dans le jardin d'herbes aromatiques de mon bonheur), avec Salme Sauri, Otava, 1988.
- Ruusulamppu (La Lampe rose), Kaisaniemen Dynamo, 2002.